# Sarrin
Sarrin (arabisch صرين, DMG Ṣarrīn, kurmandschi: Sirrînê) ist ein Ort im Distrikt Ain al-Arab im Gouvernement Aleppo im Norden von Syrien. Sarrin liegt etwa 30 km südlich vom Hauptort Ain al-Arab. Internationale Aufmerksamkeit erlangte der Ort bei der Umfassungsschlacht von Kobanê.